# Martin Luding
Martin Luding (* 28. April 1971 in Berlin) ist ein deutscher Theater- und Filmschauspieler.

## Leben
Vor Beginn seiner Schauspiel-Karriere arbeitete der diplomierte Wirtschaftswissenschaftler Martin Luding zunächst einige Jahre in Berlin im Immobiliengeschäft – während seines Studiums (1990–1995), danach mit eigener Immobilienfirma.
Von 1996 bis 1998 nahm Martin Luding Schauspielunterricht (Stimm- und Sprechtraining, Michael Gräwe, Berlin) und ist seit seinem TV-Debüt 1998 im Entführungs-Drama 36 Stunden Angst – Ein Vater kämpft um sein Kind (SAT.1, Regie: Jörg Grünler) in zahlreichen Film- und Fernsehproduktionen sowie auf der Theaterbühne präsent.
Martin Luding spielte durchgehende Hauptrollen in Fernsehserien (in Großstadtträume, 2000, RTL, Regie: Rolf Wellingerhoff) und in der ZDF-Serie Fünf Sterne, unter der Regie von Niki Müllerschön, 2005–2006, in Fernsehfilmen (u. a. in Das Geheimnis meiner Mutter, 2001, ARD, Regie: Bettina Wörnle) und in Novaks Ultimatum, 2002, SAT.1, Regie: Andreas Prochaska sowie zahlreiche Episodenrollen in TV-Serien und -Reihen (u. a. 2020 im Soko Wismar Special – Nach der Ebbe kommt der Tod, (ZDF, Regie: Steffie Döhlemann)).
Parallel zu seinen Filmarbeiten ist Martin Luding seit 2002 in der Solo-Comedy Caveman (Regie: Esther Schweins) deutschlandweit auf der Theaterbühne zu sehen – in bisher 2500 Shows (900 davon in Stuttgart).
Darüber hinaus hat Martin Luding Theater-Comedy-Programme geschrieben, entwickelt, gespielt und mit seiner Theaterproduktionsfirma „btm braintain media“ die Sketch-Comedy Männerabend – Nicht nur für Frauen! (2006) und die Reise-Comedy Auf und Davon – Nackt über die Alpen (2015) produziert sowie Ein bisschen Ruhe vor dem Sturm (2013) co-produziert und zudem in weiteren Theaterstücken auf der Bühne gestanden – zeitgenössisch (Der Gott des Gemetzels, 2014–2016) und klassisch Die Räuber, in der Rolle des Karl von Moor (2016).
Von 2020 bis 2021 gehörte Luding zum Hauptcast der ARD-Serie Rote Rosen.

## Filmographie
- 1998: 36 Stunden Angst – Ein Vater kämpft um sein Kind. Regie: Jörg Grünler
- 1999: Im Namen des Gesetzes – Taxi ins Jenseits. Regie: Olaf Götz
- 2000: Balko – Vorfahrt für den Mörder. Regie: Christoph Eichhorn
- 2000: Großstadtträume. Regie: Rolf Wellingerhoff, u. a.
- 2000: Hinter Gittern: Der Frauenknast (3 Folgen) Regie: Rolf Wellingerhoff
- 2001: Braindogs (Kurzfilm). Regie: Zsolt Bács
- 2001: Doppelter Einsatz Berlin – Wehe dem, der liebt. Regie: Dennis Satin
- 2001: Das Geheimnis meiner Mutter. Regie: Bettina Wörnle
- 2001–2002: Klinikum Berlin Mitte. Regie: Bernhard Stephan, u. a.
- 2002: Silence (Kurzfilm). Regie: Michael Schiller
- 2002: Georg Ritter – Ohne Furcht und Tadel. Regie: Bernhard Stephan
- 2002: Novaks Ultimatum. Regie: Andreas Prochaska
- 2003: Kompass der Liebe. Regie: Bernhard Stephan
- 2004: Vier Könige, Drei Regeln (Kurzfilm). Regie: George Faber
- 2005–2006: Fünf Sterne. Regie: Niki Müllerschön
- 2007: GSG 9 – Die Elite-Einheit – Endstation. Regie: Florian Kern
- 2009: Bergwacht – Allein!. Regie: Axel de Roche
- 2009: Der Dicke – Hinter verschlossenen Türen. Regie: Marc Brummund
- 2010: Alarm für Cobra 11 – Tag der Finsternis. Regie: Heinz Dietz
- 2010: Alpha 0.7 – Der Feind in Dir. Regie: Marc Rensing
- 2012: Druck! (Kurzfilm). Regie: Hendryk Witscherkowsky
- 2015: Rote Rosen (Daily Novela). Regie: Mattes Reischel
- 2015: Honey & Funny (vierteilige Web-TV-Pilot-Serie). Regie: Klaus Knösel
- 2017: Soko Wismar – Ein nachhaltiger Tod. Regie: Mathias Luther
- 2018: Meine Klasse – Voll das Leben Regie: Peter Spielmann
- 2018: Abschied (Kurzfilm). Regie: Tetiana Trofusha
- 2018: Soko Stuttgart – Gelobtes Land. Regie: Steffie Döhlemann
- 2019: Soko Wismar – Nach der Ebbe kommt der Tod. Regie: Steffie Döhlemann
- 2019: Der Alte – Chancenlos. Regie: Marcus Ulbricht
- 2019: Meine Klasse – Voll das Leben (Fernsehserie, 40 Folgen)
- 2019: Arezo. Regie: Alireza Ghasemi, Alireza Esfandiarrejad
- 2020: Cathérine (sit-com). Regie: Franziska Meyer-Price
- 2020–2021, 2023: Rote Rosen (Fernsehserie)
- 2022: SOKO Stuttgart – TenderGirl (Fernsehserie)
- 2023: In aller Freundschaft – Die jungen Ärzte – Überforderung (Fernsehserie)
- 2023: Dahoam is Dahoam (Fernsehserie)
- 2023: Hubert ohne Staller – Der große Coup (Fernsehserie)
- 2024: Inga Lindström: Spinnefeind (Fernsehreihe)

## Comedy
- seit 2002: Caveman – Du sammeln, ich jagen! Solo-Comedy (Martin Luding). Produktion: Theater Mogul. Ort: Theaterhaus Stuttgart, u. a. Buch: Rob Becker. Deutsche Übersetzung: Kristian Bader. Regie: Esther Schweins
- seit 2006: Männerabend – Nicht nur für Frauen! Sketch-Comedy (Martin Luding mit Roland Baisch oder Kristian Bader). Produktion: btm braintain media. Ort: Theaterhaus Stuttgart, u. a. Buch: Martin Luding, Roland Baisch, Michael Schiller. Regie: Michael Schiller
- 2010–2013: Hi Dad! – Hilfe, endlich Papa! Solo-Comedy (Martin Luding). Produktion: Theater Mogul und Brix Agentur. Ort: Theaterhaus Stuttgart u. a. Buch: Bjarni Haukur Thorsson. Regie: Esther Schweins
- seit 2015: Auf und davon – Nackt über die Alpen! Reise-Comedy (Martin Luding/Kristian Bader). Produktion: btm braintain media. Ort: Theaterhaus Stuttgart, u. a. Buch und Regie: Martin Luding, Kristian Bader
- 2016–2018: Männerabend 2 – Letzte Ausfahrt Bali.[3] Sketch-Comedy (Martin Luding/Roland Baisch). Produktion: btm braintain media. Ort: Theaterhaus Stuttgart, u. a. Buch: Martin Luding, Roland Baisch. Regie: Werner Schretzmeier

## Theater
- 2013–2016: Ein bisschen Ruhe vor dem Sturm. Theaterhaus Stuttgart. Co-Produktion: btm braintain media. Rolle: Ulli Lerch. Buch: Theresia Walser. Regie: Kristian Bader
- 2014–2016: Der Gott des Gemetzels. Theaterhaus Stuttgart. Rolle: René. Buch: Yasmina Reza. Regie: Werner Schretzmeier
- 2016: Die Räuber. Freilichtspiele Schwäbisch Hall. Rolle: Karl von Moor. Buch: Friedrich Schiller. Regie: Thomas Goritzki